# Enrico XIV di Reuss-Greiz
Enrico XIV di Reuss-Greiz (1506 – 22 marzo 1572) è stato conte di Reuss-Untergreiz dal 1564 fino alla sua morte.

## Biografia
Il conte Enrico XIV nacque nel 1506, primogenito di Enrico XIII e di Anna Dorotea von Colditz.
Nel 1524 circa sposò Barbara von Metzsch (1507-1580).
Morì nel 1572.